# Westerkerk (Utrecht)
De Westerkerk in Utrecht is gelegen aan de Catharijnekade. Deze kerk werd in 1891 gebouwd onder toezicht van A.W. van Beeck Calkoen, maar was waarschijnlijk een ontwerp van meester-timmerman H. van Dijk. Hij werd in eerste instantie gebruikt door de Doleantiegemeente (vanaf 1892: Gereformeerde Kerk). Sinds 1966 was de kerk in het bezit van de Gereformeerde Gemeente. De kerk had 1028 zitplaatsen.
De kerk is in eclectische stijl opgetrokken met neoclassicistische elementen. De Westerkerk is de enige overgebleven protestantse zaalkerk in Utrecht sinds de sloop van de Oosterkerk aan de Maliebaan. De kerkzaal heeft een houten tongewelf. In 1913 werd de voorgevel versoberd door architect P. Houtzagers. In 1955 is de kerk gerestaureerd. Bij deze restauratie werd de voorgevel aan de bovenkant uitgebreid met een trapgevel en een klok. De restauratie werd uitgevoerd door architect P.G. van Nieuwkerk. De ingang van het wijkgebouw bevond zich aan de Bergstraat.
Het orgel is gebouwd door Georg Heinrich Quellhorst in 1813 voor de Sint-Plechelmusbasiliek in Oldenzaal. In 1893 werd het verkocht aan de Westerkerk. Het orgel heeft de status van rijksmonument.
Omstreeks 2016 is het kerkgebouw verkocht door de Gereformeerde Gemeente aan een projectontwikkelaar. Op 6 januari 2018 is de kerk onttrokken aan de eredienst.. Na verbouwing werd de kerk op 20 juni 2019 heropend als hotel-restaurant Bunk. 